# Залузька сільська рада (Дубровицький район)
Залу́зька сільська́ ра́да — орган місцевого самоврядування в Дубровицькому районі Рівненської області. Адміністративний центр — село Залужжя.

## Загальні відомості
- Залузька сільська рада утворена в 1939 році.
- Територія ради: 75,834 км²
- Населення ради: 1 801 особи (станом на 2001 рік)
- Водоймища на території, підпорядкованій даній раді: річка Случ, озеро Хотомер.

## Населені пункти
Сільській раді підпорядковані населені пункти:
- с. Залужжя

## Населення
Станом на 1 січня 2011 року населення сільської ради становило 1730 осіб. У 2017 році населення сільської ради становило 1617 осіб.
Згідно з переписом УРСР 1989 року чисельність наявного населення сільської ради становила 1870 осіб, з яких 905 чоловіків та 965 жінок.
За переписом населення України 2001 року в сільській раді мешкало 1736 осіб.

### Мова
Розподіл населення за рідною мовою за даними перепису 2001 року:
| Мова       | Відсоток |
| ---------- | -------- |
| українська | 99,71 %  |
| російська  | 0,29 %   |

### Вікова і статева структура
Структура жителів сільської ради за віком і статтю (станом на 2011 рік):
| Вік   | Чоловіків | Жінок | Разом |
| ----- | --------- | ----- | ----- |
| 0-17  | 238       | 284   | 522   |
| 18-39 | 252       | 266   | 518   |
| 40-59 | 210       | 266   | 476   |
| 60+   | 124       | 90    | 214   |
| Разом | 824       | 906   | 1730  |

### Соціально-економічні показники
| Працездатне населення | Працездатне населення | Працездатне населення | Працездатне населення | Працездатне населення | Працездатне населення | Непрацездатне населення | Непрацездатне населення | Непрацездатне населення | Непрацездатне населення | Непрацездатне населення | Непрацездатне населення | Все населення |
| Чоловіки              | Чоловіки              | Жінки                 | Жінки                 | Разом                 | Разом                 | Чоловіки                | Чоловіки                | Жінки                   | Жінки                   | Разом                   | Разом                   | 1730          |
| ос.                   | %                     | ос.                   | %                     | ос.                   | %                     | ос.                     | %                       | ос.                     | %                       | ос.                     | %                       | 1730          |
| --------------------- | --------------------- | --------------------- | --------------------- | --------------------- | --------------------- | ----------------------- | ----------------------- | ----------------------- | ----------------------- | ----------------------- | ----------------------- | ------------- |
| 398                   | 23                    | 540                   | 31                    | 938                   | 54                    | 360                     | 21                      | 430                     | 25                      | 790                     | 46                      | 1730          |

| Зайняті  | Зайняті  | Зайняті | Зайняті | Зайняті | Зайняті | Безробітні | Безробітні | Безробітні | Безробітні | Безробітні | Безробітні | Все населення |
| Чоловіки | Чоловіки | Жінки   | Жінки   | Разом   | Разом   | Чоловіки   | Чоловіки   | Жінки      | Жінки      | Разом      | Разом      | 1730          |
| ос.      | %        | ос.     | %       | ос.     | %       | ос.        | %          | ос.        | %          | ос.        | %          | 1730          |
| -------- | -------- | ------- | ------- | ------- | ------- | ---------- | ---------- | ---------- | ---------- | ---------- | ---------- | ------------- |
| 60       | 4        | 95      | 7       | 155     | 10      | 14         | 1          | 7          | 0          | 21         | 1          | 1730          |

| Дорослі | Діти | Пенсіонери | Інваліди Німецько-радянської війни | Учасники бойових дій | Інваліди всіх груп і категорій | Люди, які обслуговуються служб. соц. допом. на дому | Неповні сім'ї | Діти з неповних сімей | Багатодітні сім'ї | Діти з багатодітних сімей | Діти-інваліди | Діти-сироти | Одинокі багатодітні матері |
| ------- | ---- | ---------- | ---------------------------------- | -------------------- | ------------------------------ | --------------------------------------------------- | ------------- | --------------------- | ----------------- | ------------------------- | ------------- | ----------- | -------------------------- |
| 1232    | 496  | 622        | 4                                  | 3                    | 146                            | 28                                                  | 36            | 38                    | 61                | 227                       | 30            | 4           | 3                          |

### Вибори
Станом на 2011 рік кількість виборців становила 1221 особа.

## Склад ради
Рада складається з 14 депутатів та голови.
- Голова ради: Олексієвець Віктор Миколайович
- Секретар ради: Котяш Олександр Іванович

### Керівний склад попередніх скликань
| Прізвище, ім'я, по батькові | Основні відомості                                                 | Дата обрання | Дата звільнення |
| --------------------------- | ----------------------------------------------------------------- | ------------ | --------------- |
| Куришко Трохим Семенович    | Сільський голова, 1951 року народження, освіта вища, безпартійний | 26.03.2006   | 31.10.2010      |
| Куришко Трохим Семенович    | Сільський голова, 1951 року народження, освіта вища, безпартійний | 31.10.2010   |                 |

Примітка: таблиця складена за даними сайту Верховної Ради України